# カステルマーニョ
カステルマーニョ（伊: Castelmagno）は、イタリア共和国ピエモンテ州クーネオ県にある、人口約100人の基礎自治体（コムーネ）。

## 地理

### 位置・広がり

#### 隣接コムーネ
隣接するコムーネは以下の通り。
- チェッレ・ディ・マクラ
- デモンテ
- ドロネーロ
- マルモラ
- モンテロッソ・グラーナ
- プラドレーヴェス
- サン・ダミアーノ・マクラ

## 行政

### 分離集落
カステルマーニョには、以下の分離集落（フラツィオーネ）がある。
- Campomolino (sede comunale), Chiappi, Chiotti, Colletto, Einaudi, Nerone

## 食文化
- カステルマーニョチーズ

## 姉妹都市
- クイッテンゴ、イタリア 1975年